# Alban Çejku
Alban Çejku (* 23. Juli 2001 in Tirana) ist ein albanischer Fußballspieler.

## Karriere
Çejku spielte vob 2011 bis 2019 in der Jugendmannschaft von KF Tirana. 2019 unterzeichnete er seinen ersten Profivertrag mit KF Tirana. Sein Debüt in der Kategoria Superiore, der höchsten albanischen Liga, gab er in der Saison 2019/20. 
Im August 2022 wechselte Çejku zu KS Teuta Durrës. In seiner ersten Saison kam er regelmäßig zum Einsatz, meist im zentralen oder defensiven Mittelfeld. Bis Oktober 2023 hatte er acht Ligaeinsätze für den Klub absolviert. 2024 wechselte er zu KF Ferizaj.